# Tommy Wirkola
Tommy Wirkola (født 1979 i Alta i Norge) er en norsk filminstruktør. Wirkolas første spillefilm var Kill Buljo: The Movie fra 2007, som han skrev sammen med Stig Frode Henriksen. Filmen var en parodi på Quentin Tarantinos populære film Kill Bill og filmen opnåede stor succes i Norge. De to lavede senere gyserkomedien Død sne, som havde premiere i de norske biograffer den 9. januar 2009 og i Danmark på Roskilde Festival 2009.
Tommy Wirkola studerede mediefag på Høgskolen i Finnmark, filmvidenskab på Høgskolen i Lillehammer og tog en bachelorgrad i film- og tv ved Bond University i Australien.
Wirkolas fremtidige project er en gyser-action-fantasy-komedie-film ved navn Hansel and Gretel: Witch Hunters, der er produceret af Kevin Messick, Adam McKay, Will Ferrell og Chris Henchy og skrevet af Dante Harper.

## Filmografi
- Kill Buljo: The Beginning(2007)
- Kill Buljo: The Movie (2007)
- Død sne (2009)
- Hansel and Gretel: Witch Hunters (2010)